# Luzula sylvatica
Luzula sylvatica é uma espécie de planta com flor pertencente à família Juncaceae. 
A autoridade científica da espécie é (Huds.) Gaudin, tendo sido publicada em Agrost. Helv. 2: 240 (1811).

## Portugal
Trata-se de uma espécie presente no território português, nomeadamente os seguintes táxones infraespecíficos:
- Luzula sylvatica subsp. henriquesii - presente em Portugal Continental. Em termos de naturalidade é endémica da Península Ibérica. Não se encontra protegida por legislação portuguesa ou da Comunidade Europeia.